# Merlúccids

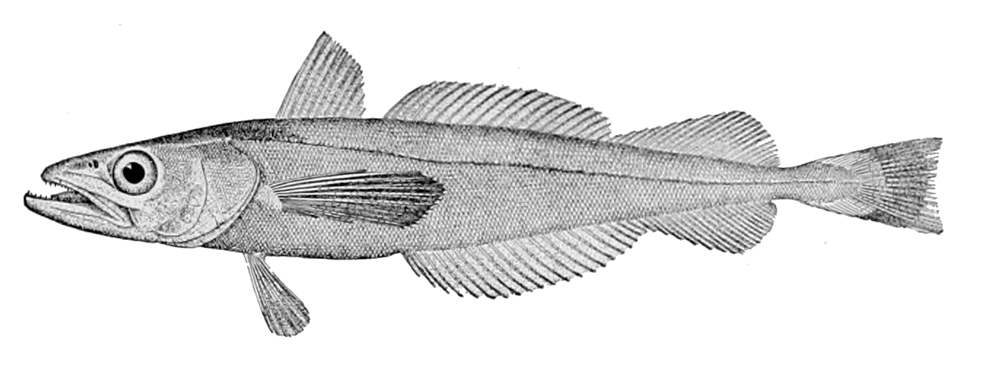
Merluccius productus (il·lustració del 1906)

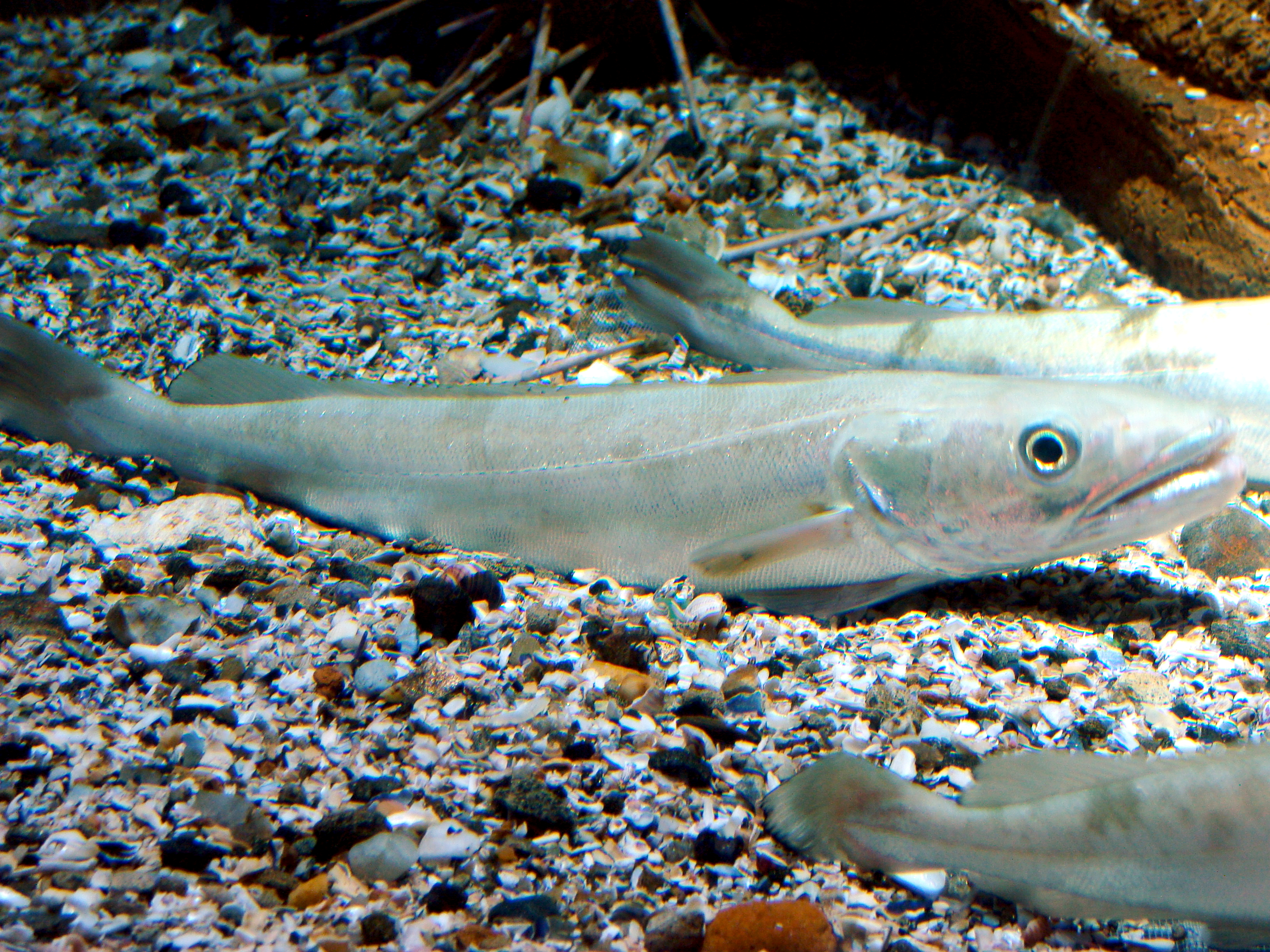
Lluç europeu (Merluccius merluccius)

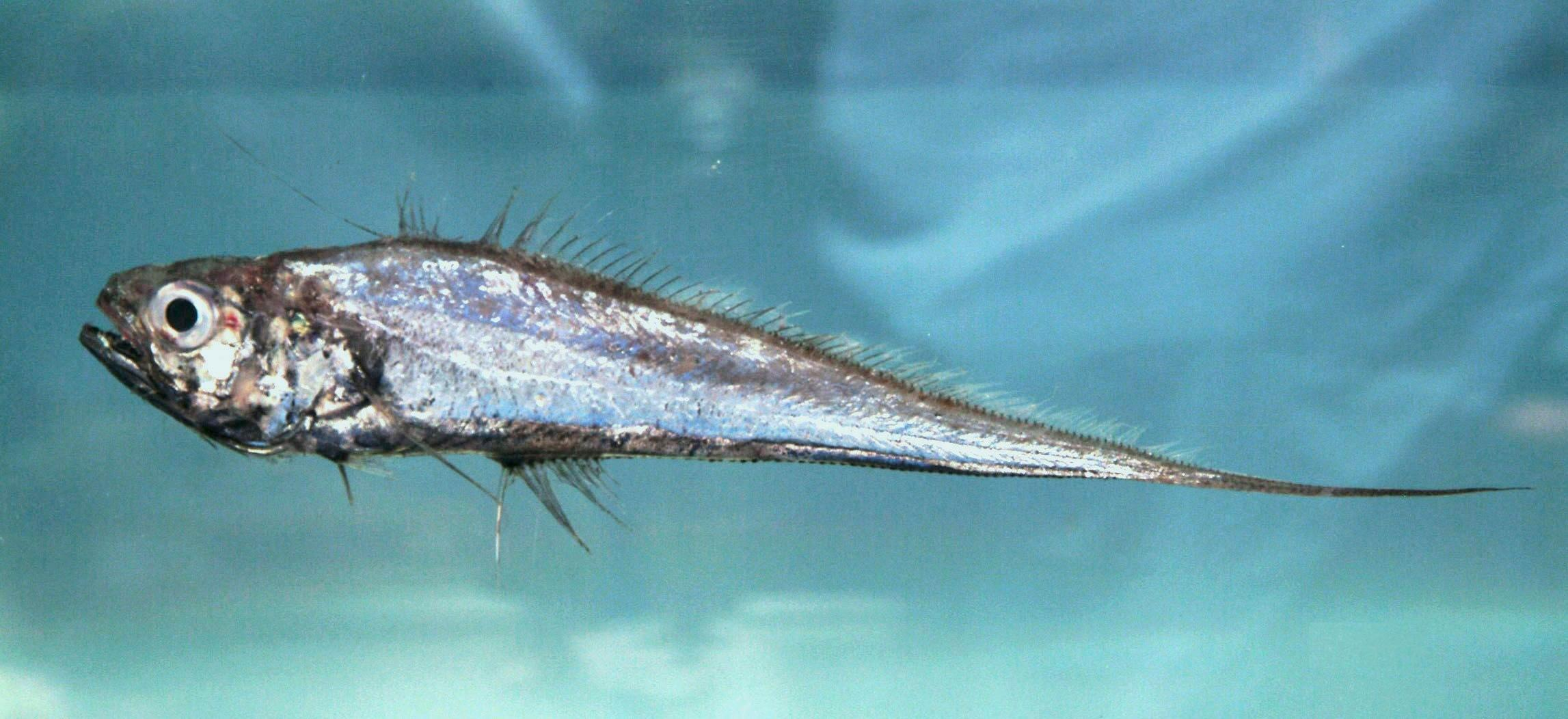
Steindachneria argentea del golf de Mèxic

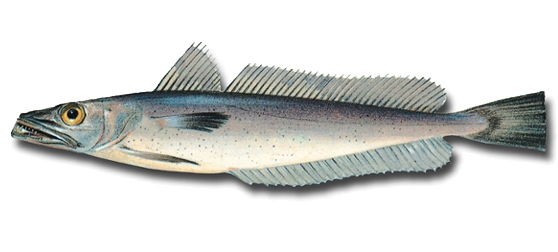
Merluccius hubbsi

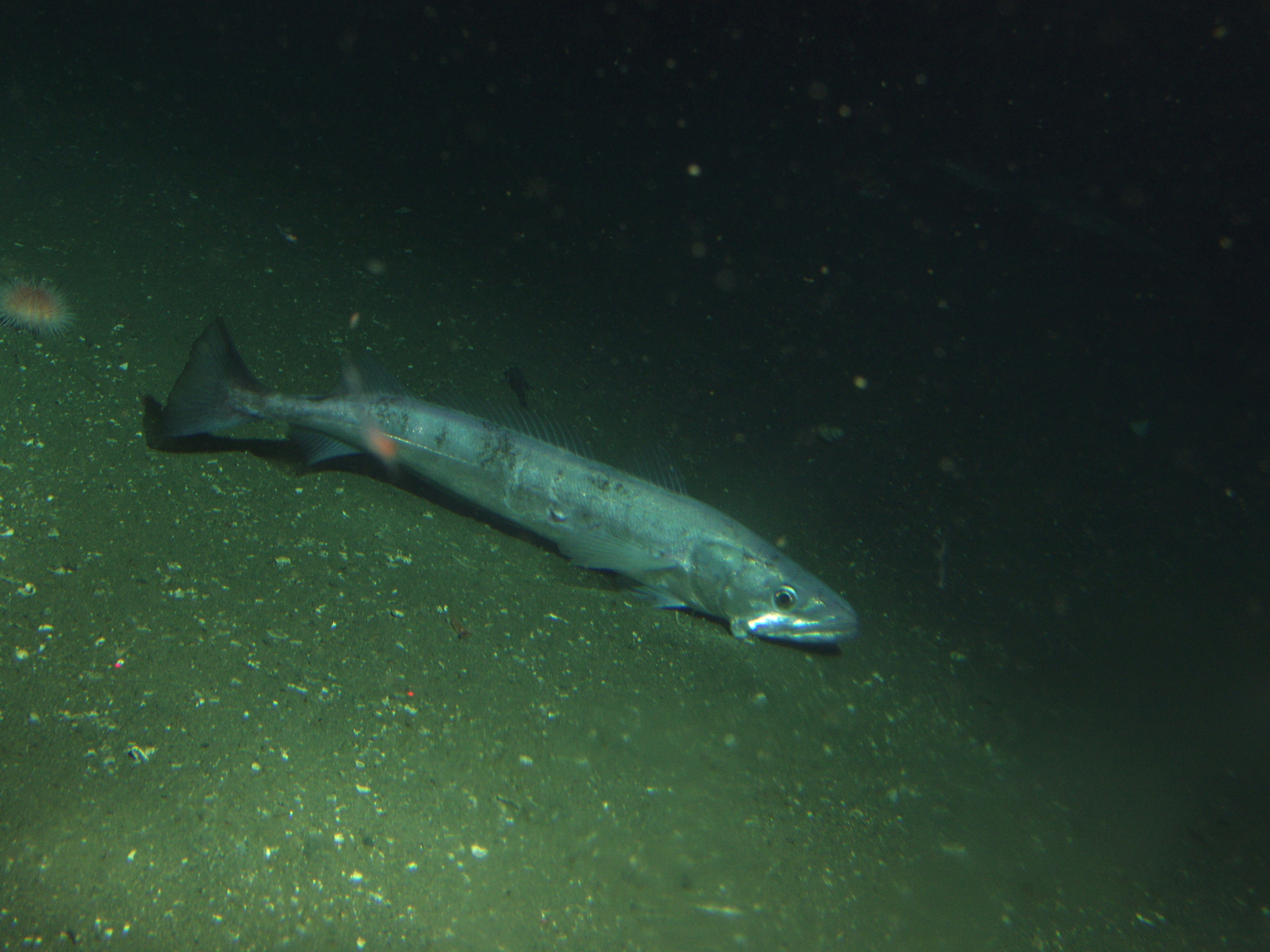
Merluccius productus

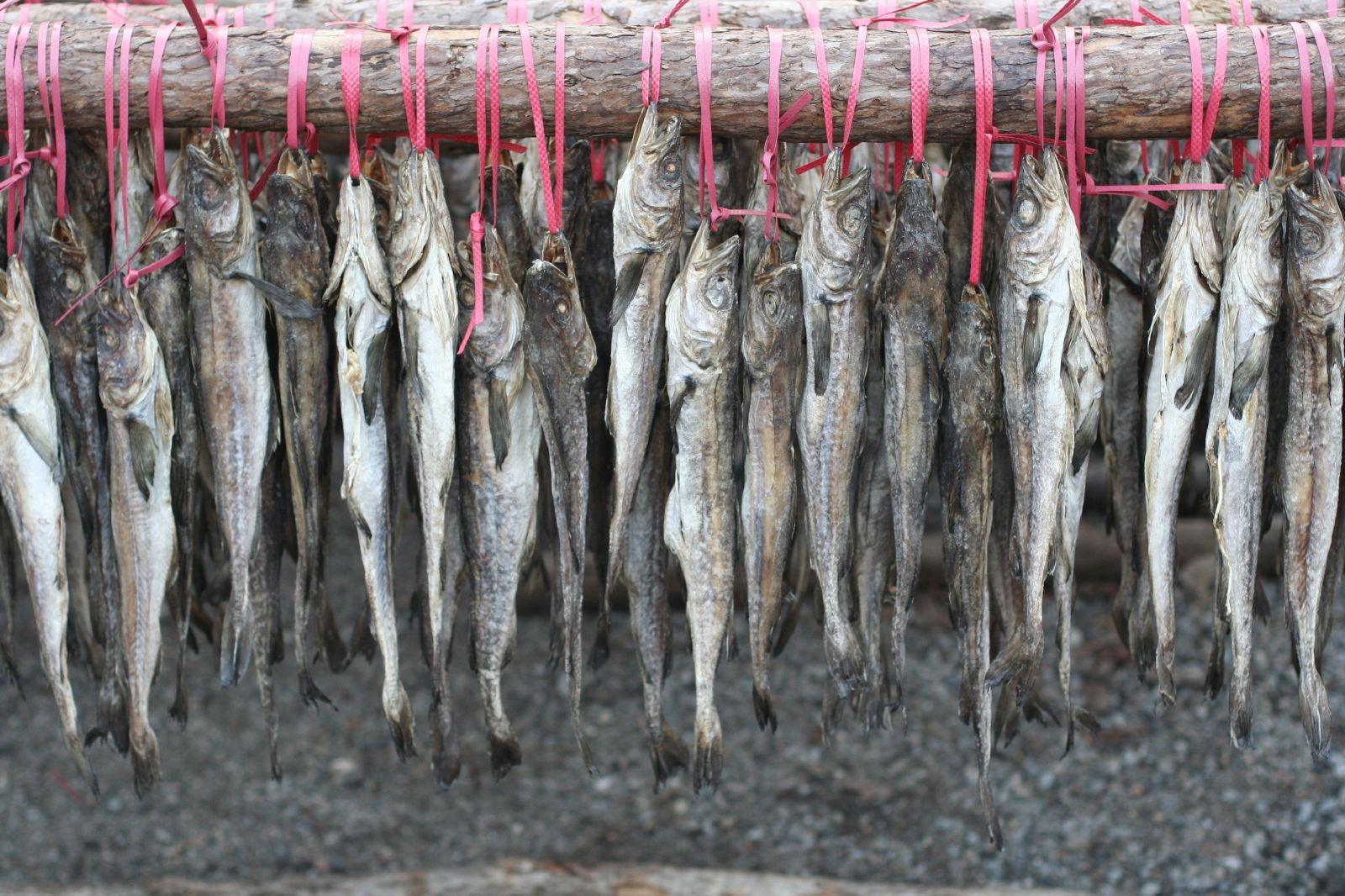
Merlúccids assecant-se a Corea

Els merlúccids (Merlucciidae) constitueixen una família de peixos osteïctis i marins pertanyent a l'ordre dels gadiformes, la qual inclou els lluços.

## Etimologia
Del llatí mare, maris (mar) + lucius (lluç de riu).

## Morfologia
- Presenten el cos allargat i comprimit a la regió caudal.
- Tenen dues aletes dorsals (la primera curta i triangular, la segona allargada i lleugerament escotada), llevat del gènere Lyconodes que només en té una.
- Una sola aleta anal també llarga i escotada.
- Totes les aletes presenten radis tous.
- Aleta pelviana amb 7-10 radis.
- Entre els ulls apareix una fosseta triangular.
- La boca, grossa i en posició terminal, disposa d'unes dents punxegudes.
- Les escates són petites.[5][1][6]

## Reproducció
Té lloc durant tot l'any i els ous són pelàgics.

## Alimentació
Els exemplars adults mengen altres peixos i els joves krill.

## Hàbitat
Són peixos batipelàgics i demersals que viuen a alta mar i a les aigües de la plataforma continental i a les capes superiors del talús continental des dels 50 fins als 1.000 m de fondària.

## Distribució geogràfica
Viuen a les regions tropicals, subtropicals i temperades dels oceans Pacífic oriental, Atlàntic i a les costes de Tasmània i Nova Zelanda.

## Costums
Són gregaris, formen moles grans i denses, realitzen migracions i els joves tendeixen a trobar-se més a prop de la costa que els adults.

## Importància pesquera
Algunes espècies d'aquesta família són pescades a nivell comercial (principalment, a l'Atlàntic), com ara el hoki (Macruronus novaezelandiae), el lluç europeu (Merluccius merluccius), etc.

## Gèneres i espècies
- Gènere Lyconodes (Gilchrist, 1922)[7]
  - Lyconodes argenteus (Goode i Bean, 1896).
- Gènere Lyconus (Günther, 1887)[8]
  - Lyconus brachycolus (Holt & Byrne, 1906)[9]
  - Lyconus pinnatus (Günther, 1887)[10]
- Gènere Macruronus (Günther, 1873)[11][12][13]
  - Macruronus capensis (Davies, 1950)[14]
  - Macruronus maderensis (Maul, 1951)[15]
  - Macruronus magellanicus (Lönnberg, 1907)[16][17]
  - Macruronus novaezelandiae (Hector, 1871)[18]
- Gènere Merluccius (Rafinesque, 1810)[19]
  - Lluç argentat d'altura (Merluccius albidus) (Mitchill, 1818)[20]
  - Merluccius angustimanus (Garman, 1899)[21]
  - Lluç austral (Merluccius australis) (Hutton, 1872)[22]
  - Lluç platejat (Merluccius bilinearis) (Mitchill, 1814)[23]
  - Merluccius capensis (Davies, 1950)[24]
  - Merluccius gayi (Guichenot, 1848)[25]
    - Lluç xilè (Merluccius gayi gayi) (Guichenot, 1848)[26]
    - Merluccius gayi peruanus (Ginsburg, 1954)[27]

  - Merluccius hernandezi (Mathews, 1985)[28]
  - Lluç argentí (Merluccius hubbsi) (Marini, 1933)[29]
  - Lluç europeu (Merluccius merluccius) (Linnaeus, 1758)[30]
  - Merluccius paradoxus (Franca, 1960)[31]
  - Merluccius patagonicus (Lloris & Matallanas, 2003)[32]
  - Merluccius polli (Cadenat, 1950)[33]
  - Merluccius productus (Ayres, 1855)[34]
  - Merluccius senegalensis (Cadenat, 1950)[35][36]
  - Merluccius tasmanicus (Matallanas & Lloris, 2006)[37]
- Gènere Steindachneria (Goode & Bean, 1888)[38][39]
  - Steindachneria argentea (Goode i Bean, 1896)[40][41][42]